# Magnesiumlegering
Een magnesiumlegering is een legering van magnesium met andere metalen.
Magnesium is het lichtste contructiemateriaal, maar ongelegeerd is het slecht bruikbaar. Een toeslag van 1,5% mangaan geeft een bruikbaar materiaal, dat evenwel niet thermisch hardbaar is. Een toeslag van tot 10% aluminium is wel hardbaar. Andere toevoegingen zijn zink, zirkonium, zilver en thorium.
Magnesiumlegeringen worden vooral toegepast wanneer de massa laag moet zijn, zoals in voertuigen en bewegende delen als velgen en krukassen. Magnesiumlegeringen hebben goede dempingseigenschappen en een goede vermoeiingsweerstand en schokweerstand, maar spanningscorrosie vormt dikwijls een probleem. Ze zijn slecht bruikbaar in zeewater als gevolg van de gevoeligheid voor corrosie.